# Amplexidiscus fenestrafer
Amplexidiscus fenestrafer is een Corallimorphariasoort uit de familie van de Discosomidae. De wetenschappelijke naam van de soort is voor het eerst geldig gepubliceerd in 1980 door Dunn & Hamner.

## Beschrijving
Deze schijnkoralen, die een diameter kunnen bereiken van 30 cm, staan tussen echte koralen en zeeanemonen in. Hun poliepen vertonen gelijkenis met die van koralen, maar ze vormen geen hard exoskelet. Wel bevat hun weefsel, net als dat van steenkoralen, symbiotische algjes, die het koraal van voedsel voorzien.

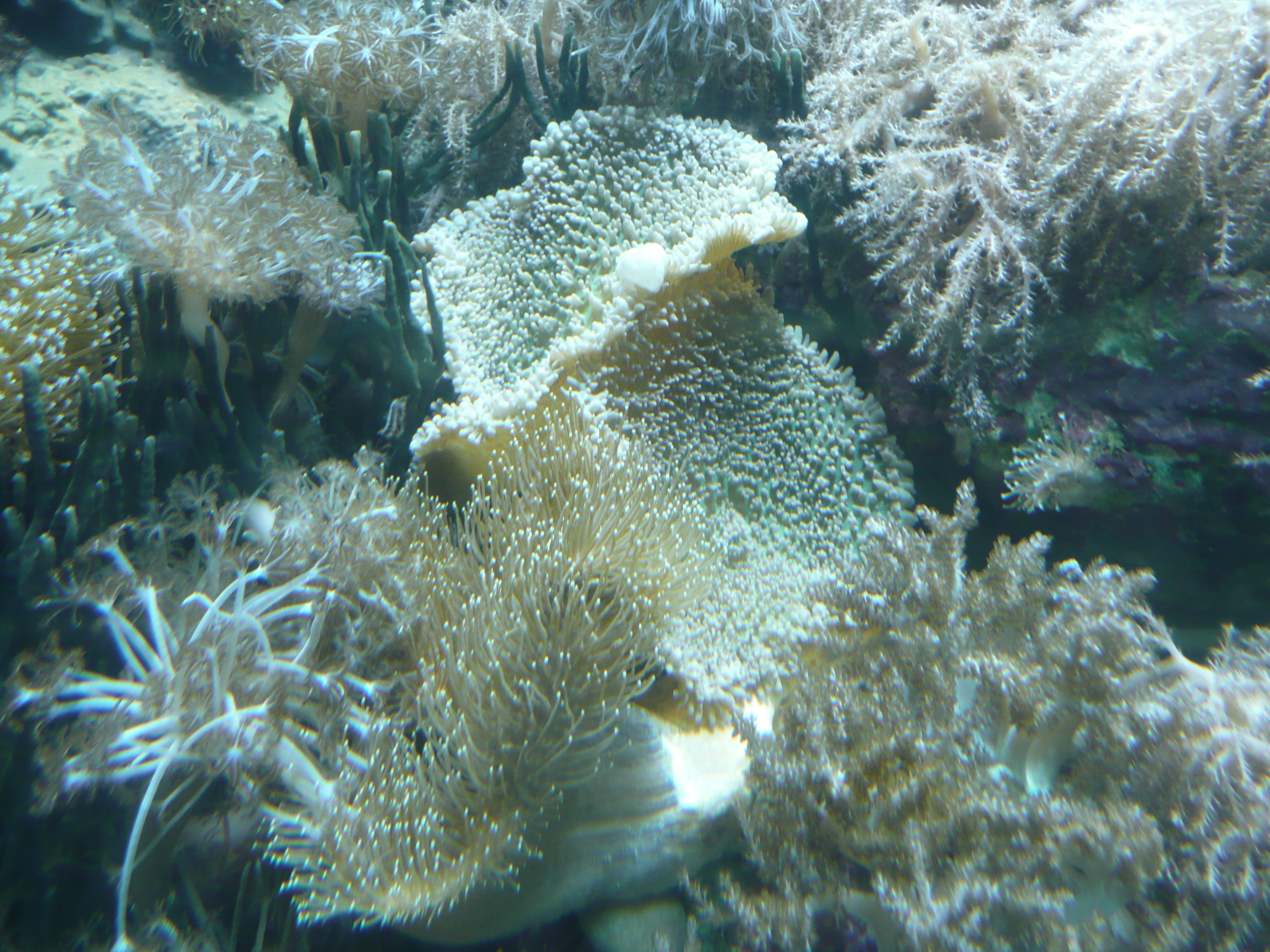
Amplexidiscus fenestrafer